# Ludwig Blattner
Ludwig Blattner, auch Louis Blattner (* 5. Februar 1880 in Altona, Hamburg; † 30. Oktober 1935 in Elstree, Hertsmere) war ein deutsch-britischer Unternehmer, Filmproduzent und Erfinder. Er gilt als Filmpionier.

## Leben
Blattner entstammte einer jüdischen Familie. 1897 zog er von Deutschland nach Liverpool. Vor dem Ersten Weltkrieg war er in der Unterhaltungsindustrie in Liverpool tätig. Nach dem Ersten Weltkrieg managte er eine Kette von Kinos in Manchester.
Ludwig Blattner entwickelte das mit Curt Stille erfundene Blattnerphone wesentlich weiter, sodass es die BBC einsetzte, bsp. zur Aufnahme der Rede von Georg V. zur Eröffnung der India Round Table Conference vom 12. November 1930. Obwohl das Blattnerphone als Stahlbandaufzeichnungstechnik nicht optimal für Musikaufzeichnungen geeignet war, wurde im Broadcasting House der BBC in London eine zweite Maschine installiert. 1933 verkaufte Blattner die Rechte an Marconi Company.
Blattner gründete das Unternehmen Ludwig Blattner Film Corporation in Borehamwood. Dazu kaufte er 1928 die Neptune Studios, die sich auf die Vertonung von Filmen spezialisiert hatten. 1928 produzierte er über sein Unternehmen die Kurzfilme Albert Sandler and His Violin [Serenade - Schubert] und Teddy Brown and His Xylophone. Im Jahr 1928 entstand der Film Eine Nacht in London und 1933 der Film My Lucky Star.
1931 erfand Blattner einen Book Reader, mit dem Menschen mit Sehbehinderung (Blindheit) Bücher lesen konnten.
Blattner beging 1935 aufgrund finanzieller Schwierigkeiten und dem Druck der Banken Selbstmord. Blattner war verheiratet und hatte zwei Kinder.